# Josef Ulrich (národní socialista)
Josef Ulrich byl český a československý politik Československé strany národně socialistické a poslanec Prozatímního a Ústavodárného Národního shromáždění. Po roce 1948 politicky pronásledován a vězněn.

## Biografie
V roce 1945 se uvádí jako rolník z obce Boharyně.
V letech 1945–1946 byl poslancem Prozatímního Národního shromáždění za národní socialisty. V parlamentu setrval až do parlamentních voleb v roce 1946, pak se stal poslancem Ústavodárného Národního shromáždění za národní socialisty, kde setrval formálně do voleb do Národního shromáždění roku 1948.
Po únorovém převratu v roce 1948 byl politicky pronásledován a vězněn komunistickým režimem. Původní profesí byl sedlák. V 70. letech 20. století se příležitostně začal scházet s bývalými stranickými kolegy z předúnorové národně socialistické strany včetně Prokopa Drtiny.